# 5쿼터
《5쿼터》(영어: The 5th Quarter)는 2011년 개봉한 미국의 드라마 영화이다.

## 출연진
- 라이언 메리먼 - 존 어바티 역
- 에이든 퀸 - 스티븐 어바티 역
- 앤디 맥다월 - 메리앤 어바티 역